# Zelenîțea, Iemilciîne
Zelenîțea (în ucraineană Зелениця) este localitatea de reședință a comunei Zelenîțea din raionul Iemilciîne, regiunea Jîtomîr, Ucraina.

## Demografie
Componența lingvistică a localității Zelenîțea
     Ucraineană (98,15%)
     Rusă (1,23%)
     Alte limbi (0,62%)
Conform recensământului din 2001, majoritatea populației localității Zelenîțea era vorbitoare de ucraineană (98,15%), existând în minoritate și vorbitori de rusă (1,23%).